# Torger Enckell
Torger Carolus Enckell, född 22 april 1901 i Kronoborg, död 1 maj 1991 i Helsingfors, var en finländsk målare, tecknare och grafiker. Han var bror till författarna Rabbe och Olof Enckell och far till målaren Carolus Enckell.
Enckell studerade 1919–1921 under Alvar Cawéns ledning vid Finska konstföreningens ritskola, i Paris och i Rom 1925–1926. Han ställde ut första gången 1924. Han tillhörde den 1956 grundade konstnärsgruppen Prisma och deltog i alla dess utställningar. Han tjänstgjorde som lärare vid Fria konstskolan i Helsingfors 1958–1963 och senare som dess rektor. År 1962 erhöll han Pro Finlandia-medaljen.
Enckell kännetecknas av sina omedelbara och intima figurbilder och interiörer samt soldränkta sydländska landskap, i vilka han eftersträvade koloristisk uttrycksfullhet och en helgjuten, med färgens hjälp – som ljusnade med åren – åstadkommen form. Hans teckningar och grafik från 1920- och -30-talen är en viktig del av hans konstnärskap.
Enckell medverkade bland annat som illustratör i den modernistiska tidskriften Quosego 1928–1929 och stod kretsen kring den nära. Bland hans offentliga arbeten märks en al secco-monumentalmålning i Varkaus kyrka. Större utställningar med hans konst ordnades i samband med hans 70- och 80-årsdagar 1971 och 1981. Enckell är representerad vid Åbo Akademi.